# Cernotina mandeba
Cernotina mandeba là một loài Trichoptera trong họ Polycentropodidae. Chúng phân bố ở vùng Tân nhiệt đới.